# الپان، آذربایجان
الپان (به لاتین: Alpan) یک منطقهٔ مسکونی در جمهوری آذربایجان است که در شهرستان قوبا واقع شده‌است.

## خصوصیات
الپان ۳٬۰۷۰ نفر جمعیت دارد.